# Angustus Labyrinthus

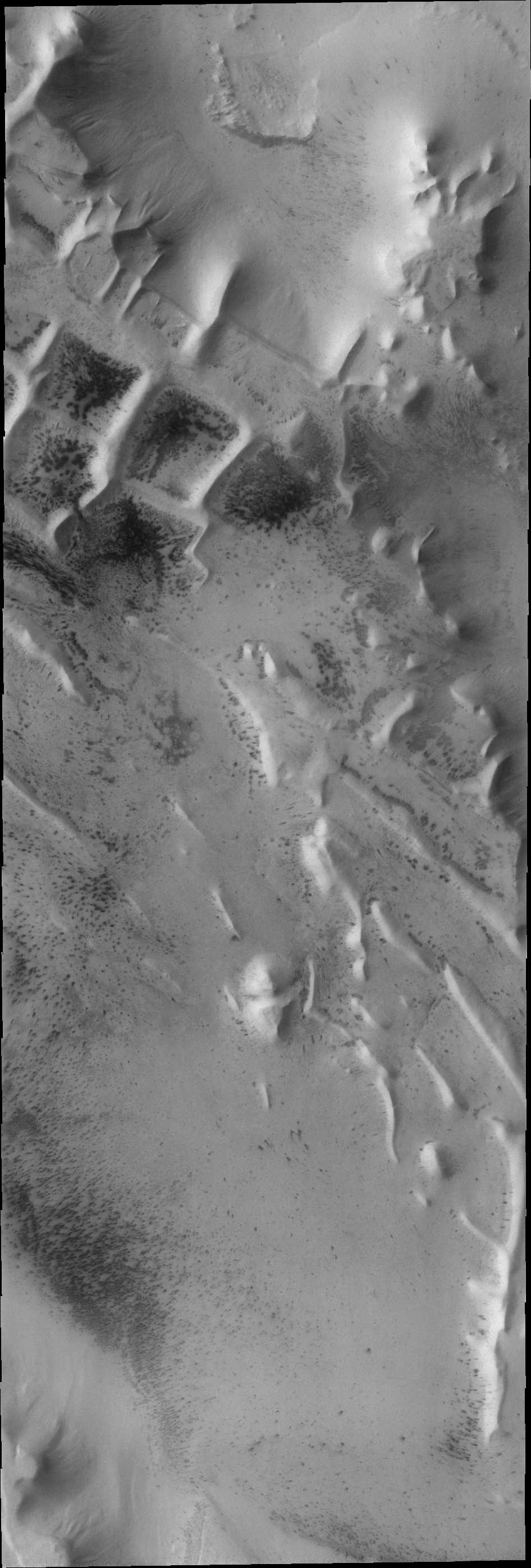
Angustus Labyrinthus, imagem capturada pela THEMIS.

Angustus Labyrinthus é um complexo de várias interseções de vales e tergos no quadrângulo de Mare Australe, localizado a 81.68º S e 63.25º W.  Essa região possui 75 km de uma ponta a outra e recebeu um nome clássico para uma formação de albedo. 